# 神保長誠
神保 長誠（じんぼう ながのぶ、生年不詳 - 文亀元年11月18日（1501年12月28日））は、室町時代から戦国時代の武将。越中放生津城を拠点とする射水・婦負郡守護代及び紀伊分郡守護代であり、畠山尾州家の畠山政長・尚順の家臣である。
父については、畠山持国の後継者を巡って息子の畠山義就を推す遊佐国助達と争い、没落した持国の甥の畠山弥三郎派の神保国宗であると推測されるが定かではない。通称は越前守、宗右衛門尉、孫三郎。子に慶宗、慶明、総誠、長茂？。

## 生涯
放生津城が陥落し国宗が消息不明となった後、長禄3年（1459年）に弥三郎派が復権に成功し、長誠が神保氏の惣領として歴史の表舞台に登場する。弥三郎が亡くなり、弟の畠山政長が擁立されると、長誠は遊佐長直と共に腹心として仕えた。
応仁元年（1467年）、政長が山名宗全・斯波義廉の後ろ盾を得て復権した義就との政争に敗れると、長誠は政長に上御霊神社での挙兵を薦め、これにより応仁の乱が勃発した。長誠は細川勝元の側近安富元綱と昵懇であった為細川軍の支援を期待したが、勝元は動かず政長軍は敗れてしまった（御霊合戦）。しかしその後長誠は各地で奮戦し、上杉定正にその武勇を激賞されるなど、目覚しい活躍ぶりを見せた。その後越中へ戻り、倉垣荘など寺社本所領を押領して勢力の拡大に努めた。
明応2年（1493年）に、細川政元などが足利義澄を擁立して10代将軍足利義材を廃立して政長を自害させた明応の政変が起こった。長誠は中風を煩って越中に帰国中だったため難を免れたが、部下の越中衆の多くが河内正覚寺での戦いで政長と共に殉じた。神保・椎名両氏など越中勢力は共に打撃を受けたが、長誠は越中をよくまとめている。将軍の座を廃された足利義材は、小豆島へ配流されることが決まり、京都の上原元秀の屋敷に幽閉されていたが、長誠の配下の手により京都を脱出。長誠は、越中国の放生津に足利義材を迎えて、正光寺を改装して将軍の御座所とした。このことにより足利義材は、越中公方と呼ばれるようになった。
長誠は細川政元派の畠山基家軍の越中侵攻をたびたび撃退して軍事力を誇示する一方、被官鞍河兵庫助に数千貫の料足を持たせて京に送り、義材の将軍復帰工作に尽力するなど、和戦双方の手で義材の上洛を支援した。明応7年（1498年）9月に義尹と改名した義材は越前国の朝倉貞景のもとへ移った。この行動をめぐっては、政元側との和睦を見込んだ上洛説、義澄追討のための西進説、長誠との不和に起因する越前没落説など、さまざまに取り沙汰されているものの、富山市郷土博物館の主任学芸員・萩原大輔は越前に赴いた際の御供がわずか13人だったことなどを元に「義尹の越前動座は（略）神保長誠らとの対立による越中退去、越前への没落と解釈すべき」としている。翌年、義尹は軍事行動で上洛を図るが失敗し、周防の大内義興を頼った。この時息子の慶宗が随行したとの説もある。
文亀元年（1501年）、病没。長誠像と伝わる肖像が富山市富崎の本覚寺に残されているが、制作年代は江戸時代後期を下ると思われる。